# Elizabeth Debicki
Elizabeth Debicki   (París, 24 d'agost de 1990) és una actriu australiana. Després d'estudiar al Victorian College of the Arts, va fer el seu debut al cinema en un paper curt a la comèdia australiana Un casament de mort (2011). Després va actuar a la pel·lícula El gran Gatsby (2013) i a l'obra de teatre The Maids (2014).
La seva carrera va progressar amb papers a les pel·lícules Everest (2015), Guardians of the Galaxy Vol. 2 (2017), Widows (2018) i Tenet (2020); i a les sèries de televisió The Night Manager (2016) i The Kettering Incident (2016). Va guanyar el Trophée Chopard al Festival de Cinema de Cannes de 2018. Participarà en la cinquena i sisena temporades de la sèrie The Crown interpretant-hi Diana de Gal·les.

## Infantesa i formació
Va néixer el 24 d'agost de 1990 a París, filla d'un polonès i una australiana d'origen irlandès. Ambdós eren ballarins de ballet i es van conèixer representant la mateixa obra. Quan tenia cinc anys la família es va traslladar a Glen Waverley (Melbourne, Austràlia). Té una germana i un germà més petits.
Es va interessar pel ballet quan era petita i se'n va entrenar fins que va decidir canviar al teatre. Va estudiar a una escola de la zona est de Melbourne, va treure notes excel·lents en drama i anglès i va ser la primera de la seva promoció quan es va graduar el 2007. El 2010 va graduar-se en drama al Victorian College of the Arts de la Universitat de Melbourne.

## Carrera
Va fer el seu debut a la gran pantalla a la pel·lícula australiana Un casament de mort (2011), amb una breu aparició com a secretària. El director Baz Luhrmann, després de veure una presa seva, la va enviar al càsting de Los Angeles, on va fer una prova amb l'actor Tobey Maguire. El maig de 2011 es va fer públic que interpretaria Jordan Backer a la pel·lícula de 2013 El gran Gatsby. El desembre de 2012 va aparèixer a la revista Vogue Australia.
El juny i juliol de 2013 va interpretar Madame a l'obra de teatre de Jean Genet The Maids, amb Cate Blanchett i Isabelle Huppert. El 2014 l'obra es va traslladar a Nova York i també va participar en un curtmetratge de 13 minuts titulat Gödel Incomplete i en la tercera temporada de la sèrie australiana Rake.
El 2015 va aparèixer en tres pel·lícules: Operació U.N.C.L.E. de Guy Ritchie, on interpretava l'antagonista; Macbeth de Justin Kurzel; i Everest. L'any següent va interpretar Mona Sanders a l'obra de teatre The Read Barn de David Hare, adaptació de la novel·la La Main de Georges Simenon, amb Mark Strong i Hope Davis. L'obra es va representar de l'octubre de 2016 el gener de 2017.

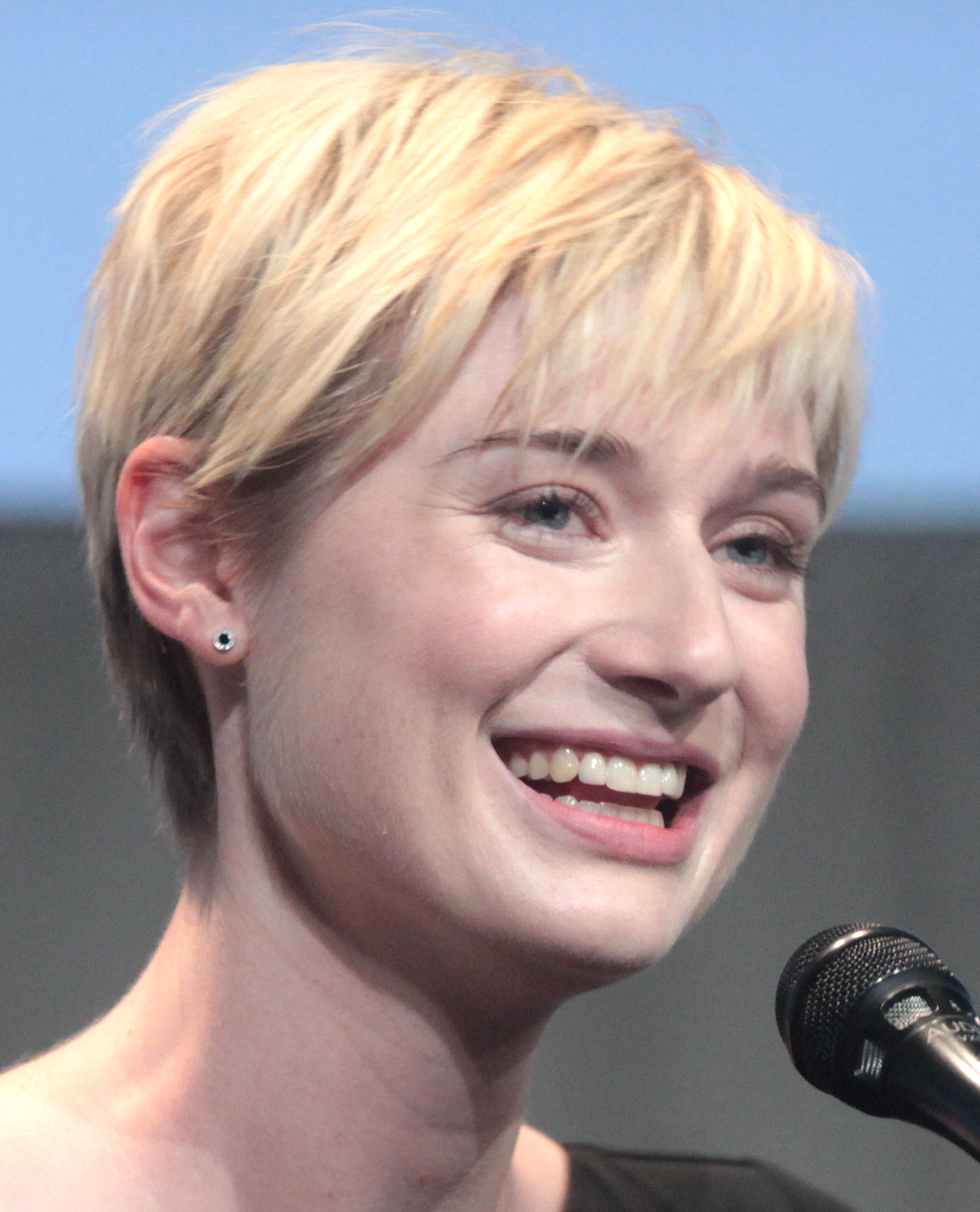
Debicki a la Comic-Con de San Diego el 2015.

L'any 2016 va representar papers importants en dues sèries de televisió. Va interpretar la protagonista, Dr. Anna Macy, a la sèrie australiana de vuit capítols The Kettering Incident, que es va rodar gairebé tota a Tasmània. Al cap d'uns mesos que acabés el rodatge, Debicki va anar a Suïssa a rodar la minisèrie The Night Manager, on interpretava Jed en l'adaptació de la novel·la homònima de John le Carré. La sèrie es va estrenar als Estats Units l'abril de 2016.
Després de l'èxit de The Night Manager, Debicki va aconseguir un paper a la pel·lícula de Marvel Studios Guardians of the Galaxy Vol. 2, en què interpretava Ayesha, líder del poble dels sobirans. Tornarà a interpretar-la a Guardians of the Galaxy Vol. 3. El juny de 2017 es va anunciar que participaria en el doblatge anglès de Valerian i la ciutat dels mil planetes, de Luc Besson. La pel·lícula es va estrenar al cap de dos mesos als cinemes i feia la veu de l'emperatriu Haban-Limaï. El 2017 també va participar en Breath, el debut de l'actor australià Simon Baker com a director.
El 2018 va aparèixer en cinc pel·lícules. Va interpretar Jensen a la pel·lícula The Cloverfield Paradox, la tercera de la saga i que es va estrenar el febrer de 2018 a Netflix. Després va fer de Sra. G a The Tale, per la qual va rebre crítiques excel·lents. Un dels seus papers va ser el d'Alice a la pel·lícula Widows de Steve Mcqueen. Després de l'estrena, va rebre algunes de les millors crítiques de la seva carrera, amb molts crítics impressionats per com destacava entre actors com ara Viola Davis i Liam Neeson. Aquell mateix any va interpretar Virginia Woolf a Vita & Virginia i va fer el doblatge de Mopsy Rabbit a Peter Rabbit. Està previst que hi torni per la seqüela, Peter Rabbit 2: L'escapada.
Debicki va tenir un paper important al thriller de 2019 The Burnt Orange Heresey, amb Claes Bang i Mick Jagger. L'any següent va aparèixer a la pel·lícula d'espies de Christopher Nolan Tenet (2020). Hi interpretava Kat, la dona desapareguda del personatge de Kenneth Branagh. Peter Bradshaw, periodista de The Guardian, va dir que «tenia les emocions humanes més reconegudes aquí, cridant, plorant i fins i tot somrien d'una manera que ningú fa» però va afegir que el paper que interpretava era similar al de The Night Manager.
Debicki interpretarà Diana de Gal·les a les últimes dues temporades de la sèrie d'època de Netflix The Crown, agafant el relleu d'Emma Corrin.

## Filmografia

### Pel·lícules

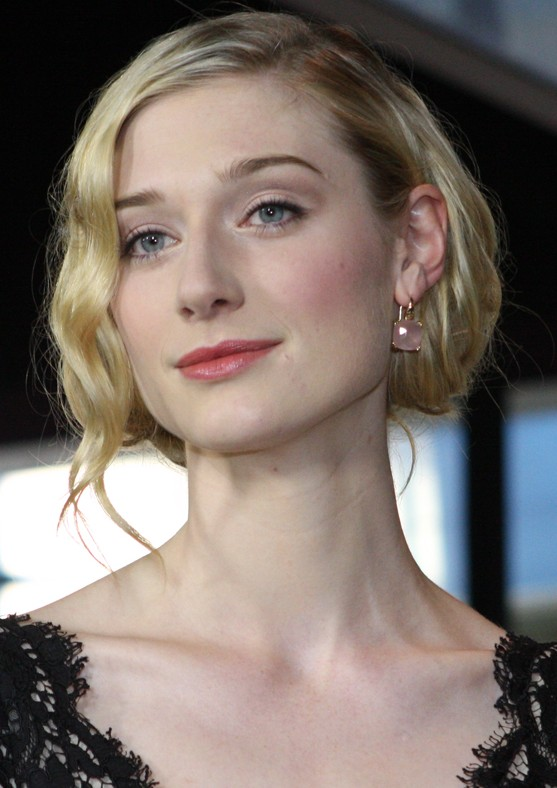
Debicki el 2012

| Any  | Títol                                  | Paper                  | Notes                       |
| ---- | -------------------------------------- | ---------------------- | --------------------------- |
| 2011 | Un casament de mort                    | Maureen                |                             |
| 2013 | El gran Gatsby                         | Jordan Baker           |                             |
| 2013 | Gödel Incomplete                       | Serita                 | Curtmetratge                |
| 2015 | Macbeth                                | Lady Macduff           |                             |
| 2015 | Operació U.N.C.L.E.                    | Victoria Vinciguerra   |                             |
| 2015 | Everest                                | Caroline Mackenzie     |                             |
| 2017 | Guardians of the Galaxy Vol. 2         | Ayesha                 |                             |
| 2017 | Valerian i la ciutat dels mil planetes | Emperatriu Haban Limaï | Doblatge en anglès          |
| 2017 | Breath                                 | Eva                    |                             |
| 2017 | 7 from Etheria                         | Serita                 | Col·lecció de curtmetratges |
| 2018 | The Tale                               | Jane Gramercy          |                             |
| 2018 | The Cloverfield Paradox                | Mina Jensen            |                             |
| 2018 | Peter Rabbit                           | Mopsy Rabbit           | Doblatge en anglès          |
| 2018 | Widows                                 | Alice                  |                             |
| 2018 | Vita & Virginia                        | Virginia Woolf         |                             |
| 2019 | The Burnt Orange Heresy                | Berenice Hollis        |                             |
| 2020 | Tenet                                  | Kat Sator              |                             |
| 2021 | Peter Rabbit 2: L'escapada             | Mopsy Rabbit           | Doblatge en anglès          |
| 2023 | Guardians of the Galaxy Vol. 3         | Ayesha                 | Postproducció               |

### Televisió
| Any       | Títol                  | Paper           | Notes              |
| --------- | ---------------------- | --------------- | ------------------ |
| 2014      | Rake                   | Missy           | Episodi #3.3       |
| 2016      | The Kettering Incident | Dr. Anna Macy   | 8 episodis         |
| 2016      | The Night Manager      | Jed Marshall    | 6 episodis         |
| 2022-2023 | The Crown              | Diana de Ga·les | 5a i 6a temporades |